# Spirostreptus everetti
Spirostreptus everetti är en mångfotingart som beskrevs av Pocock 1892. Spirostreptus everetti ingår i släktet Spirostreptus och familjen Spirostreptidae. Inga underarter finns listade i Catalogue of Life.